# Хосе Марија Азнар
Хосе Марија Алфредо Азнар Лопез (шп. José María Alfredo Aznar López) шпански је политичар. Био је председник Владе Краљевине Шпаније од 1996. године до 2004. године.